# Carpornis
Carpornis ou berryeaters, é um género de aves da família Cotingidae. Estas são essencialmente frugívoros. Aves endêmicas da mata Atlântica do leste do Brasil. Ambas as espécies são, principalmente, de cor amarela esverdeada, com uma capa preta.
| Imagem | Nome científico         | Nome Comum    | Distribuição |
| ------ | ----------------------- | ------------- | ------------ |
|        | Carpornis cucullata     | Corocoxó      | Do brasil.   |
|        | Carpornis melanocephala | Sabiá-pimenta | Do brasil.   |